# Camptomastix baracoalis
Camptomastix baracoalis är en fjärilsart som beskrevs av William Schaus 1924. Camptomastix baracoalis ingår i släktet Camptomastix och familjen Crambidae. Inga underarter finns listade i Catalogue of Life.